# Johann Czermak (Pilot)
Johann Czermak (auch Hans Czermak; * 16. April 1896 auf Schloss Ising bei Traunstein; † 10. Februar 1928) war ein deutscher Pilot, Offizier, Jagdflieger der Königlich-Bayerischen Fliegertruppe, Luftbildfotograf und Waffenschmuggler.

## Leben

### Bis zum Ende des Ersten Weltkrieges
Johann Czermak wuchs auf als Sohn des Besitzers des in Ising gelegenen dortigen Schlossgutes, Leopold Czermak, einem Major und späterem Bezirksführer des Bundes Bayern und Reich.
Wenige Tage nach Beginn des Ersten Weltkrieges unterbrach Czermak sein Studium und trat am 6. August 1914 als Kriegsfreiwilliger des Deutschen Heeres in die Kraftfahr-Ersatzabteilung ein, wo er ab dem 14. Mai 1915 als Kraftfahrer bei der Feldflieger-Abteilung 2 b (FFA 2 b) eingesetzt wurde. Am 21. Oktober des Jahres begann er in der Fliegerersatzabteilung (Fea) auf dem Flugplatz Schleißheim seine Ausbildung als Flugzeugführer. Am 30. Juli 1916 wurde ihm das Flugzeugführerabzeichen verliehen, am 30. September 1916 wurde er zum Leutnant der Reserve befördert.
Nach weiteren Stationen wurde Czermak am 1. Mai 1917 zunächst als Kampfeinsitzer-Flugzeugführer eingesetzt. Im Juli des Jahres wurde er Mitglied des von Manfred von Richthofen kommandierten Jagdgeschwaders 1 und konnte – wie Richthofens Adjutant Karl Bodenschatz aufzeichnete und in seiner patriotischen Schrift Jagd in Flanderns Himmel publizierte – schon am 28. Juli 1917 seinen ersten „Sieg“ beim belgischen Meulebeke verzeichnen.
Vom 15. November 1917 bis 26. November 1917 war Czermak stellvertretender Führer der Jagdstaffel 6.
Später war Czermak unter anderem ab dem 10. Januar 1918 als Führer der Jagdstaffel 32 (Jasta 32) eingesetzt. Gegen Kriegsende war er für kurze Zeit Mitglied der Jagdstaffel (Jasta) 11.

### In der Weimarer Republik

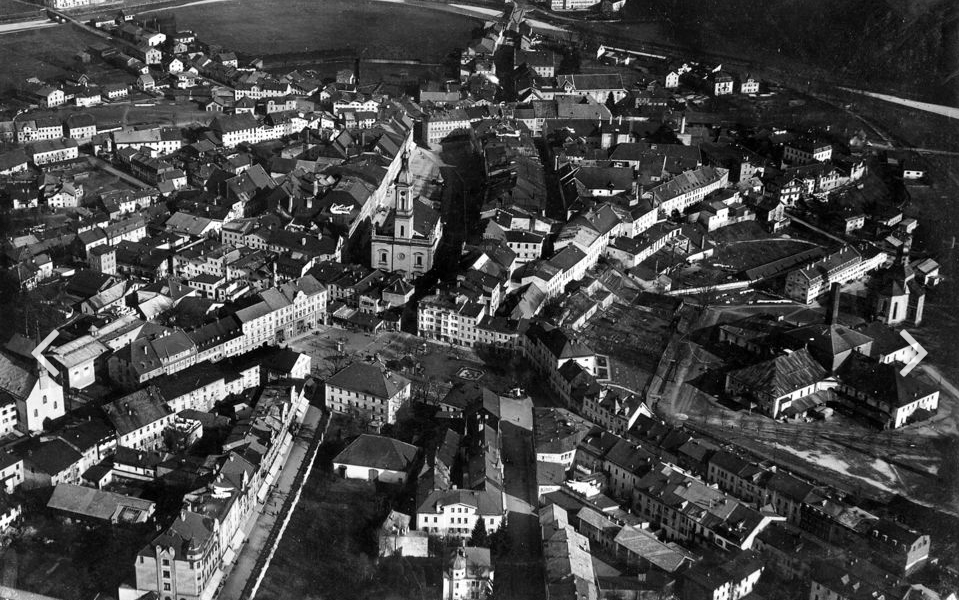
Frühe Luftbildfotografie aus dem Protokollbuch der Traunsteiner akademischen Studiengenossenschaft, zum Jahr 1920 handschriftlich untertitelt „Traunstein aus dem Flugzeug. Aufnahme v. (Graf = gestrichen) Czermak, Ising“

Infolge der Restriktionen des Vertrages von Versailles trug Czermak in der Weimarer Republik seinen Dienstgrad als Leutnant lediglich a. D. Dennoch war der ehemalige Jagdflieger laut dem im Stadtarchiv Traunstein vorliegenden Gästebuch der Familie Czermak schon zu Beginn der Weimarer Republik und spätestens erstmals am 25. oder 26. April 1920 als „Hans [mit] Dolli Schuster und Leutnant Rudolf Stark im Flugzeug“ unterwegs, während weitere Flüge Anfang Mai des Jahres notiert wurden. Aus dieser Zeit stammen mutmaßlich die später als Ansichtskarten vervielfältigten Luftbildaufnahmen, die Hans Czermak oder einer seiner Mitflieger von Traunstein fertigten. Eine im Gästebuch eingefügte Luftbildaufnahme ist handschriftlich untertitelt „Traunstein aus dem Flugzeug. Aufnahme v. (Graf = gestrichen) Czermak, Ising.“
Die fünf Czermak zugeschriebenen Aufnahmen aus dem Flugzeug stellen nach früheren Ballonaufnahmen aus dem Jahr 1913 die ältesten bekannten Luftbildfotografien der Stadt Traunstein dar. Die Bilder dienten später als Vorlage für die Ansichtskarten der Flugphoto-Verlagsgesellschaft mit Sitz in München und wurden noch mindestens bis 1935 postalisch verwendet.
Hans Czermak war der Schwager des Freikorps- und späteren NSDAP-Mitgliedes Max Neunzert. Zudem war Czermak in den durch den Personenkreis um den späteren SA-Mann Hans Schweighart verübten Fememord an dem Dienstmädchen Maria Sandmayer verwickelt, die ein Waffenlager der Einwohnerwehr anzeigen wollte und anschließend am 6. Oktober 1920 erdrosselt im Forstenrieder Park bei München aufgefunden wurde.
Im unmittelbaren Kontext dazu steht Schloss Ising: Der Stammsitz der Czermaks diente zeitweilig als eines der wichtigsten Waffenlager Bayerns – und Hans Czermak war – ebenso wie sein Schwager Neunzert – in Waffengeschäften tätig.
Czermak selbst starb am 10. Februar 1928, unverheiratet, im Alter von nur 31 Jahren.